# Adrenalina
L'adrenalina, suprarenina o epinefrina (C9H13NO₃) és una hormona, un aminoalcohol segregat per les càpsules suprarenals. És segregada en situacions d'estrès i provoca l'excitació de l'organisme: hipertensió sanguínia, dilatació dels bronquis, etc.
Forma cristalls que s'enfosqueixen amb l'aire i la llum. Cap als 211–212 °C es fonen. És soluble en solucions aquoses d'àlcalis minerals, en una solució neutra o alcalina s'oxida i produeix adrenocrom.
L'adrenalina és inclosa en la llista de medicaments essencials de l'Organització Mundial de la Salut (llista actualitzada l'abril de 2013).

## Etimologia
La paraula prové del llatí: 'ad renes' ("prop del ronyó"). Els estatunidencs fan servir un altre nom, derivat del grec, epinephrine ("per sobre del ronyó"), La firma Parke Davis ha registrat la marca "Adrenalina".

## Història
El maig de 1886, William Bates va descriure el descobriment de la substància produïda per la glàndula suprarenal en la revista New York Medical Journal. No obstant això, va ser identificada el 1895 per Napoleon Cybulski, un fisiòleg polonès. El descobriment va ser repetit el 1897 per John Jacob Abel. Jokichi Takamine, un químic japonès, va descobrir la mateixa hormona el 1900, sense coneixement dels descobriments anteriors. Fou sintetitzada artificialment per primera vegada per Friedrich Stolz el 1904.
Tot i que la secretina s'esmenta com la primera hormona, l'adrenalina és la primera hormona donat que el descobriment de l'activitat de l'extracte suprarenal sobre la pressió arterial es va observar el 1895 abans que la de la secretina el 1902. El 1895, George Oliver (1841–1915), un metge general a North Yorkshire, i Edward Albert Schäfer (1850–1935), un fisiòleg de la University College de Londres van publicar un article sobre el component actiu de l'extracte de la glàndula suprarenal que causava l'augment de la pressió arterial i la freqüència cardíaca provinent de la medul·la, però no de l'escorça de la glàndula suprarenal.
El 1897, John Jacob Abel (1857–1938) de la Universitat Johns Hopkins, el primer president del primer departament de farmacologia dels EUA, va trobar un compost anomenat epinefrina amb la fórmula molecula C17H15NO4. Abel va afirmar que el seu principi d'extracte de glàndules suprarenals estava actiu.
El 1900, Jōkichi Takamine (1854–1922), un químic japonès, va treballar amb el seu ajudant, Keizo Uenaka (1876–1960), per purificar un principi 2000 vegades més actiu que l'epinefrina de la glàndula suprarenal, anomenada adrenalina amb la fórmula molecular C10H15NO3.
A més, el 1900 Thomas Aldrich del laboratori científic Parke-Davis també va purificar l'adrenalina de manera independent. Takamine i Parke-Davis més tard el 1901 van obtenir la patent per a l'adrenalina. La lluita per la terminologia entre adrenalina i epinefrina no es va acabar fins al primer descobriment estructural d'adrenalina per Hermann Pauly (1870–1950) el 1903 i la primera síntesi d'adrenalina per Friedrich Stolz (1860–1936), un químic alemany el 1904. Stolz va sintetitzar l'adrenalina a partir de la seva forma cetònica (adrenalona).

## Funcions biològiques
- L'adrenalina la segreguen les càpsules suprarenals en situacions d'estrès[10] i entra al sistema circulatori per a preparar ràpidament l'organisme per a reaccionar en cas d'una emergència.
- Augmenta, a través de la seva acció en fetge i músculs, la concentració de glucosa en la sang. Això es produïx perquè, igual que el glucagó, l'adrenalina mobilitza les reserves de glicogen hepàtic i, a diferència del glucagó, també les musculars.
- Augmenta la tensió arterial: això es produïx en les arterioles, en les quals té lloc una vasoconstricció que provoca un augment de la pressió.
- Augmenta el ritme cardíac.[10]
- Dilata els bronquis[10] i augmenta la freqüència de respiració.
- L'increment d'oxigen i glucosa als músculs i al cervell provoca una millora temporal de les capacitats físiques i mentals de l'individu.
- Dilata la pupil·la per a tenir una millor visió.

## Farmacologia

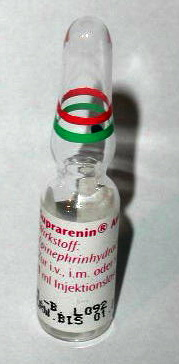
Ampolla d’adrenalina

L’adrenalina és secretada principalment pel sistema nerviós central (aleshores actua com a neurotransmissor). També és secretada per les glàndules suprarenals (adrenalina lliure). L’adrenalina funciona unint-se als receptors adrenèrgics de les cèl·lules diana.
Les conseqüències de l’adrenalina depenen en gran manera de la dosi i de la distribució dels receptors alfa i beta als òrgans. En general, els receptors alfa són més nombrosos que els receptors beta, però aquests últims tenen una major afinitat per l’adrenalina.
Així, a una dosi baixa (0,1 µg · kg -1 · min -1), l’adrenalina s'uneix preferentment als receptors beta. L'estimulació dels receptors beta-1 comporta un augment de la força i la freqüència de contracció del cor (efecte inotròpic i cronotròpic positiu), l’activació de la lipòlisi en el teixit adipós (receptor beta-3). La unió de l’adrenalina als receptors beta-2 provoca vasodilatació, hipotensió arterial, hiperglucèmia, dilatació dels bronquis i relaxació dels músculs de l'intestí (i més generalment de tot el tracte digestiu descansant els músculs llisos d’aquests òrgans i aturant la secreció de les glàndules), la bufeta i l'úter.
A dosis més altes, l’adrenalina estimula els receptors alfa i beta. No obstant això, a part del cor, els receptors alfa predominen en els òrgans i predominen els seus efectes: es produeix principalment un augment de la glicogenòlisi al fetge, vasoconstricció (vasodilatació dominant a causa dels receptors beta-2), hipertensió arterial. El cor només té receptors beta-1 i respon, independentment de la dosi d’adrenalina, amb un augment de la força i la freqüència de les contraccions.
A nivell de metabolisme lipídic, l’adrenalina té una acció idèntica a la del glucagó, afavoreix la hidròlisi dels glicèrids alliberant glicerol i àcids grassos.

## Metabolisme
L'adrenalina és segregada per les neurones i les cèl·lules de cromafina a la Glàndula suprarenal, en resposta a l'estimulació directa de les neurones del Sistema nerviós simpàtic. La síntesi d’adrenalina es realitza a partir d'una altra catecolamina, la noradrenalina, per metilació gràcies a un enzim, la feniletanolamina N- metiltransferasa.
L’adrenalina té una durada d’acció curta (al voltant de dos minuts) perquè es desglossa ràpidament per dos enzims, la catecoloximetiltransferasa (COMT) i la monoaminooxidasa (MAO).

## Ús mèdic
La injecció d’adrenalina és el medicament preferit per al tractament de primera línia:
- aturades cardiorespiratòries, principalment en cas d’asístole (fallada del múscul cardíac sense alteracions del ritme).
- xocs anafilàctics (d'origen al·lèrgic); intramuscularment, pel mateix pacient si disposa d’un kit portàtil. En medicina d'urgències, la gestió de l'anafilaxi ha estat objecte de recents recomanacions.[11]
- certs estats de xoc sever (en cures intensives).

El seu ús continua sent delicat, ja que una sobredosi pot provocar taquicàrdia i arrítmies que poden empitjorar l'estat del pacient.
En xoc sèptic, no és més eficaç que una combinació de dobutamina i Noradrenalina o que la norepinefrina que s'utilitza sola, amb més efectes secundaris amb l’adrenalina.
L’adrenalina de vegades s'injecta a una dosi baixa intraarticularment durant els exàmens artrogràfics en combinació amb un producte de contrast, la seva acció alenteix l'eliminació del producte de contrast (en particular la seva absorció pels cartílags i la membrana sinovial) i, per tant, per allargar la durada de l'examen.

## Efectes fisiològics
La medul·la suprarenal és un contribuent important a les catecolamines circulants totals (L-dopa es troba a una concentració més alta al plasma), tot i que aporta més del 90% de l'adrenalina circulant. Es troba poca adrenalina en altres teixits, principalment en cèl·lules cromafins disperses i en un petit nombre de neurones que utilitzen l'adrenalina com a neurotransmissor. Després de l'adrenalectomia, l'adrenalina desapareix per sota del límit de detecció al torrent sanguini.
Les dosis farmacològiques d'adrenalina estimulen els receptors adrenèrgics α1, α2, β1, β2 i β3 del sistema nerviós simpàtic. Els receptors nerviosos simpàtics es classifiquen com a adrenèrgics, segons la seva resposta a l'adrenalina. El terme "adrenèrgic" sovint s'interpreta malament, ja que el principal neurotransmissor simpàtic és la noradrenalina, en lloc de l'adrenalina, tal com va descobrir Ulf von Euler el 1946. L'adrenalina té un efecte mediat pels adrenoceptors β2 sobre el metabolisme i la via aèria, sense connexió neuronal directa des dels ganglis simpàtics fins a la via aèria.
Walter Bradford Cannon va proposar originalment el concepte que la medul·la suprarenal i el sistema nerviós simpàtic estaven implicats en les respostes de fugida, lluita i por. Però la medul·la suprarenal, a diferència de l'escorça suprarenal, no és necessària per a la supervivència. En pacients adrenalectomitzats, les respostes hemodinàmiques i metabòliques a estímuls com la hipoglucèmia i l'exercici es mantenen normals.

### Exercici
Un estímul fisiològic per a la secreció d'adrenalina és l'exercici físic. Això es va demostrar per primera vegada mesurant la dilatació d'una pupil·la (denervada) d'un gat en una cinta de córrer, es va confirmar posteriorment mitjançant un assaig biològic de mostres d'orina. Els mètodes bioquímics per mesurar les catecolamines en plasma es van publicar a partir de 1950. Encara que s'ha publicat molt treball valuós utilitzant assajos fluorimètrics per mesurar les concentracions totals de catecolamines, el mètode és massa inespecífic i insensible per determinar amb precisió les petitísimes quantitats d'adrenalina al plasma. El desenvolupament de mètodes d'extracció i assaigs radioenzimàtics derivats d'enzim-isòtops (REA) van transformar l'anàlisi fins a una sensibilitat d'1 pg per a l'adrenalina. Els primers assaigs de plasma REA van indicar que l'adrenalina i les catecolamines totals augmenten tard a l'exercici, sobretot quan comença el metabolisme anaeròbic.
Mentre es realitza exercici, la concentració sanguínia d'adrenalina augmenta parcialment per l'augment de la secreció de la medul·la suprarenal i en part per la disminució del metabolisme de l'adrenalina a causa de la reducció del flux sanguini al fetge. La infusió d'adrenalina per reproduir les concentracions circulants d'adrenalina de l'exercici en subjectes en repòs té poc efecte hemodinàmic a part d'una lleugera caiguda de la pressió arterial diastòlica mediada per β2. La infusió d'adrenalina ben dins del rang fisiològic suprimeix la hiperreactivitat de les vies respiratòries humanes prou com per antagonitzar els efectes constrictors de la histamina inhalada.
Un vincle entre el sistema nerviós simpàtic i els pulmons es va demostrar l'any 1887 quan Grossman va demostrar que l'estimulació dels nervis acceleradors cardíacs revertia la constricció de les vies respiratòries induïda per la muscarina. En experiments amb gossos, on la cadena simpàtica es va tallar al nivell del diafragma, Jackson va demostrar que no hi havia innervació simpàtica directa al pulmó, però la broncoconstricció es va revertir amb l'alliberament d'adrenalina de la medul·la suprarenal. No s'ha informat d'un augment de la incidència d'asma en pacients suprarenectomitzats; aquells amb una predisposició a l'asma tindran una certa protecció contra la hiperreactivitat de les vies respiratòries de la seva teràpia de substitució de corticoides. L'exercici indueix una dilatació progressiva de les vies respiratòries en subjectes normals que es correlaciona amb la càrrega de treball i no es prevé amb el bloqueig beta. La dilatació progressiva de les vies respiratòries amb l'augment de l'exercici està mediada per una reducció progressiva del to vagal en repòs. El bloqueig beta amb propranolol provoca un rebot de la resistència de les vies respiratòries després de l'exercici en subjectes normals al mateix temps que la broncoconstricció observada amb l'asma induïda per l'exercici. The reduction in airway resistance during exercise reduces the work of breathing.

### Respostes emocionals
Cada resposta emocional té un component conductual, un d'autònom i un d'hormonal. El component hormonal inclou l'alliberament d'adrenalina, una resposta adrenomedul·lar a l'estrès controlada pel sistema nerviós simpàtic. La principal emoció estudiada amb relació a l'adrenalina és la por. En un experiment, els subjectes als quals se'ls va injectar adrenalina van expressar més expressions facials negatives i menys positives per a pel·lícules de por en comparació amb un grup de control. Aquests subjectes també van informar d'una por més intensa de les pel·lícules i d'una intensitat mitjana més gran de records negatius que els subjectes de control. Els resultats d'aquest estudi demostren que hi ha associacions apreses entre els sentiments negatius i els nivells d'adrenalina. En general, la major quantitat d'adrenalina es correlaciona positivament amb un estat d'excitació d'emocions negatives. Aquestes troballes poden ser un efecte en part que l'adrenalina provoca respostes simpàtiques fisiològiques, incloent un augment de la freqüència cardíaca i la tremolor dels genolls, que es poden atribuir a la sensació de por independentment del nivell real de por provocat pel vídeo. Tot i que els estudis han trobat una relació clara entre l'adrenalina i la por, altres emocions no han tingut aquests resultats. En el mateix estudi, els subjectes no van expressar una diversió més gran amb una pel·lícula divertida ni una major ira amb una pel·lícula que la provoqui. Les troballes donen suport a la idea que l'adrenalina té un paper a l'hora de facilitar la codificació d'esdeveniments emocionalment excitants, contribuint a nivells més alts d'excitació a causa de la por.

### Memòria
S'ha trobat que les hormones adrenèrgiques, com l'adrenalina, poden produir una millora retrògrada de la memoria a llarg termini en humans. L'alliberament d'adrenalina a causa d'esdeveniments emocionalment estressants, que és l'adrenalina endògena, pot modular la consolidació de la memòria dels esdeveniments, assegurant la força de la memòria que és proporcional a la importància de la memòria. L'activitat d'adrenalina posterior a l'aprenentatge també interactua amb el grau d'excitació associat a la codificació inicial. Hi ha proves que suggereixen que l'adrenalina té un paper específicament en l'adaptació a l'estrès a llarg termini i en la codificació de la memòria emocional. L'adrenalina també pot tenir un paper en l'elevació de la memòria de l'excitació i la por en condicions patològiques particulars, inclòs el trastorn d'estrès postraumàtic. En general, "L'àmplia evidència indica que l'epinefrina (EPI) modula la consolidació de la memòria per a tasques emocionalment excitants en animals i subjectes humans." Els estudis també han trobat que la memòria de reconeixement que implica l'adrenalina depèn d'un mecanisme que depèn dels adrenoceptors β. L'adrenalina no travessa fàcilment la barrera hematoencefàlica, Els efectes sobre la consolidació de la memòria s'inicien almenys en part pels adrenoceptors β a la perifèria. Els estudis han descobert que el sotalol, un antagonista dels adrenoceptors β que tampoc entra fàcilment al cervell, bloqueja els efectes potenciadors de l'adrenalina administrada perifèricament a la memòria. Aquestes troballes suggereixen que els adrenoceptors β són necessaris perquè l'adrenalina tingui un impacte en la consolidació de la memòria.

## Efectes secundaris
L'epinefrina provoca més arrítmies cardíaques que una combinació de Noradrenalina i dobutamina; també pot causar hipertensió arterial amb risc d'hemorràgia cerebral.

## Contraindicacions
Trastorn del ritme (ventricular), hipertensió arterial, hipertiroïdisme, malaltia coronària, diabetis…

## Síntesi
L’adrenalina es va sintetitzar a principis del segle xx, primer pel polonès Napoleon Cybulski (1895) i després per l’americà John Jacob Abel (1897), finalment del japonès Jokichi Takamine, que amb seu a Baltimore, va ser el primer a produir extractes purs. La primera patent per a la producció d’adrenalina es va presentar el 1911 als Estats Units (Parke-Davis & Co. c. HK Mulford Co) — i seria el motiu pel qual el terme "epinefrina" s'utilitza als Estats Units com a terme genèric.

### Biosíntesi

Biosíntesi d’adrenalina (epinefrina) a Versaleta

L’adrenalina es pot biosintetitzar a partir de la fenilalanina.
- La fenilalanina s'hidroxila primer per l’acció de la fenilalanina hidroxilasa a la tirosina. La biosíntesi també pot partir directament de la tirosina, naturalment present en els organismes.
- La tirosina també és hidroxilada per l'acció de la tirosina hidroxilasa, donant L - DOPA (dihidroxifenilalanina).
- Aquesta última es descarboxila per l’acció de la DOPA-decarboxilasa.
- La dopamina (dihidroxifeniletilamina) produïda així s'hidroxila per l'acció de la Dopaminska beta hidroksilaza, produint Noradrenalina (norepinefrina).
- Aquesta última, per reacció amb S-Adenosil metionina catalitzada per PNMT (feniletilamina-N- metiltransferasa) i metilada per donar finalment adrenalina.

### Síntesi química

Síntesi d’adrenalina a partir del catecol

L’adrenalina es pot sintetitzar a partir del catecol (1). Reacció d'acilació per acció del clorur de cloroacetil (2) en presència de triclorur de fosforil (POCl
3), donant 3,4-dihidroxicloroacetofenona (3). Aquesta última se sotmet a una Substitució nucleòfila per metilamina per donar una cetona, l’adrenalona (4), que després es redueix a una mescla racèmica, un dels seus enantiòmers és l’adrenalina (5). Aquesta barreja es pot separar mitjançant l’ús d’ácid tàrtric.

## Societat i cultura

### Adicció a l'adrenalina
Un "addicte a l'adrenalina" és algú que es dedica a un comportament de recerca de sensacions mitjançant "la recerca d'experiències noves i intenses sense tenir en compte el risc físic, social, legal o financer". Aquestes activitats inclouen els esports extrems i de risc, l'abús de substàncies, el sexe no segur i la delinqüència. El terme es refereix a l'augment dels nivells circulants d'adrenalina durant l'estrès fisiològic.
Aquest augment de la concentració circulant d'adrenalina és secundari a l'activació dels nervis simpàtics que innerven la medul·la suprarenal, ja que és ràpid i no està present en animals on s'ha extirpat la glàndula suprarenal.
Encara que aquest estrès desencadena l'alliberament d'adrenalina, també activa moltes altres respostes dins del sistema de recompensa del sistema nerviós central, que impulsa les respostes conductuals; mentre que la concentració d'adrenalina circulant està present, pot ser que no impulsi el comportament. No obstant això, només la infusió d'adrenalina augmenta l'alerta i té funcions al cervell, inclòs l'augment de la consolidació de la memòria.

### Força
L'adrenalina ha estat implicada en gestes de gran força, que sovint es produeixen en temps de crisi. Per exemple, hi ha històries d'un pare aixecant part d'un cotxe quan el seu fill queda atrapat a sota, mostrant la capacitat del cos per suportar l'estrès i destacant els efectes significatius de l'adrenalina en el desbloqueig d'habilitats físiques extraordinàries.